# Leda Maria
Leda Maria Cozer Abreu ou apenas Leda Maria (16 de abril de 1966) é uma ex-futebolista profissional brasileira que atuava como meia. Atualmente é comentarista de futebol feminino.

## Carreira
Leda Maria fez parte do elenco da Seleção Brasileira de Futebol Feminino, nos Jogos Olímpicos de 1996, em Atlanta, na primeira olimpíada do futebol feminino, e na Copa do Mundo de Futebol Feminino de 1995, na Suécia. Jogou ainda pelo Vasco da Gama na década de 1990.

## Comentarista
Nos Jogos Olímpicos de 2016, foi comentarista do futebol feminino nos canais SporTV.